# کاریوون (مونتانا)
کاریوون (به انگلیسی: Garryowen) یک منطقهٔ مسکونی در ایالات متحده آمریکا است که در شهرستان بیگ هورن، مونتانا واقع شده‌است. کاریوون ۲٫۵۹ کیلومتر مربع مساحت و ۲ نفر جمعیت دارد و ۹۵۰٫۳۸ متر بالاتر از سطح دریا واقع شده‌است.